# NGC 7593
NGC 7593 ist eine Spiralgalaxie vom Hubble-Typ Sbc im Sternbild Pegasus nördlich des Himmelsäquators, die schätzungsweise 190 Millionen Lichtjahre von der Milchstraße entfernt ist. 
Das Objekt wurde am 5. Oktober 1864 vom deutschen Astronomen Albert Marth entdeckt.